# XHIMR-FM
XHIMR-FM è una stazione radio operante in Messico con sede a Città del Messico. Di proprietà dell'Instituto Mexicano de la Radio, XHIMR-FM trasmette, grazie ad una torre posta sul Cerro del Chiquihuite, sulla frequenza 107,9 FM programmi musicali riguardanti principalmente la musica jazz sotto il nome di "Horizonte 107.9".

## Storia
XHIMR-FM ricevette i permessi di trasmettere alla fine del 1999 e, come da tabella di marcia, fu in onda tre mesi dopo. Il 15 febbraio 2000, infatti, la stazione radio andò in onda sotto il nome di "Horizonte 107.9" utilizzando più che altro contenuti di altre radio appartenenti all'IMER, principalmente di XHOF-FM. La programmazione iniziale della stazione includeva musica New Age ed elettronica così come programmi di informazione in previsione delle elezioni presidenziali del 2000. Con il tempo questi contenuti persero di interesse e la programmazione della stazione fu orientata verso la musica jazz e la world music.
Nel 2005, XHIMR aumentò la sua potenza passando dagli 10 kW di potenza agli attuali 30 kW ed eliminò la parte "108" del suo nome (che tanto aveva confuso gli ascoltatori). Nel 2010, la stazione spostò il focus della propria programmazione quasi esclusivamente sulla musica jazz.

XHIMR trasmette in HD Radio, le trasmissioni iniziarono ufficialmente il 17 settembre 2012.

## Programmazione HD
- HD2 è Radio Ciudadana (XEDTL-AM 660),
- HD3 è "La nueva hora exacta", una stazione che trasmette piccoli messaggi di pubblica utilità e l'ora esatta. Precedentemente il format La Hora Exacta era stato trasmesso per decenni da XEQK-AM, un'altra stazione sempre di proprietà dell'IMER[3].